# Boggy Depot
Boggy Depot är det första soloalbumet av Alice in Chains gitarrist, Jerry Cantrell. Det släpptes 31 mars 1998 av Columbia Records. Cantrell har själv sagt att albumet återspeglar den typ av musik som han växte upp med, inte att det var meningen att vara ett Alice In Chains-album som blev hans eget album.

## Låtlista
1. "Dickeye" – 5:07
2. "Cut You In" – 3:23
3. "My Song" – 4:07
4. "Settling Down" – 6:12
5. "Breaks my Back" – 7:07
6. "Jesus Hands" – 5:37
7. "Devil by His Side" – 4:50
8. "Keep the Light on" – 4:49
9. "Satisfy" – 3:35
10. "Hurt a Long Time" – 5:41
11. "Between" – 3:37
12. "Cold Piece" – 8:29

## Medverkande
- Jerry Cantrell - Sång, Gitarr, Klavinett, Orgel, Piano, Steel Drums (ev. "ståltrummor"), Producent
- Rex Brown - Bas (Låtarna 1, 3 ,8, 9, 10)
- Mike Inez - Bas (Låtarna 2, 6 ,7)
- Norwood Fisher - Bas (Låtarna 4, 5)
- Les Claypool - Bas (Låtarna 11, 12)
- Sean Kinney - Trummor
- Angelo Moore - Blåsinstrument